# Сарбей Олег Георгійович
Олег Георгійович Сарбей (нар. 3 жовтня 1933) — український фізик, доктор фізико-математичних наук, професор, Заслужений діяч науки і техніки України (1997), завідувач відділу електроніки твердого тіла Інституту фізики НАН України (1971-2004), лауреат Державної премії України (1986).

## Біографічні відомості
Олег Георгійович Сарбей народився 3 жовтня 1933 р. в м.Владикавказі, у сім'ї Сарбея Георгія Кириловича та Інни Степанівни.
Закінчив фізико-математичний факультет Ростовського університету (Ростовський державний університет)  і в 1955 р. вступив до аспірантури цього університету. В 1956 р. для виконання дисертаційної роботи був направлений в Інститут фізики НАН України. Його науковим керівником був доктор фізико-математичних наук, професор (з 1961 р.), член-кореспондент  АН України Петро Григорович Борзяк. 
В 1959 р. захистив кандидатську дисертацію на тему "Дослідження деяких факторів, що визначають ефективність фото-електронної емісії". 
В 1970 р. захистив докторську дисертацію на тему "Кінетичні явища в гріючих електричних полях та розсіювання електронів у кремнії". 
У 1971 р. став завідувачем віділу електроніки твердого тіла у Інституті фізики НАН України.
У 1974 р. йому присвоєне звання професора. 
В 1971 — 1973 р. читав лекції з курсу «Спеціальні розділи фізичної електроніки» студентам Київського Національного університету ім. Тараса Шевченка. 
Під керівництвом Олега Георгійовича були захищені 
16 кандидатських дисертації, він був науковим консультантом 6 докторських дисертацій.
О.Г.Сарбей проводив значну науково-організаційну роботу. Він був членом секції "Гарячі електрони" Наукової Ради по фізиці напівпровідників АН СРСР,  членом Наукової Ради Комитету з науки і технологій України, головою секції фізики Фонду фундаментальних досліджень України,  членом Вищої атестаційної комісії України,  ученим секретарем, членом редакції Українського фізичного журналу, керував науковим семінаром ІФ НАНУ, який вже давно отримав назву “Сарбеївського”. Тут виступають як наші відомі українські фахівці, так і запрошені закордонні.
Він особисто і відділ, яким він керував,  40 років проводив плідну співпрацю з Німецькою Академією наук. О.Г.Сарбей виступав з науковими доповідями в Австрії, Великій Британії, Федеративній Республіці Німеччини.

## Наукова спеціалізація
Головні напрямки наукових досліджень:
- фото- та вторинна електронна емісія із напівпровідників;
- поверхневі властивості атомарно-чистих напівпровідникових кристалів;
- електронні властивості острівцевих металічних плівок;
- нестійкість і самоорганізація електронних процесів в багатодолинних напівпровідниках в сильних полях;
- нестійкість струмів в напівпровідниковій плазмі;
- балістичні фонони в кристалах;
- фізика рідких кристалів;
- триступенева лазерна мас-спектроскопія;
- явища переносу в двовимірних гетеросистемах.
Найважливіші наукові результати, отримані в роботах О.Г.Сарбея та його учнів:
- Показано, що при адсорбції дипольних молекул на поверхні германію та кремнію червона границя фотоемісії може зміщуватись в видиму область спектру (1956-1958).
- Показана принципова можливість розігріву електронів в кристалах і плівках сірчистого кадмію до температур, що обумовлюють електронну емісію. Отримана найефективніша із відомих в літературі емісія гарячих електронів: відношення струму емісії до наскрізного струму до 25% (1960-1966).
- Відкрито нове явище емісії електронів із диспергованих плівок (спільно з П.Г. Борзяком та Р.Д. Федоровичем) (Диплом Держкомітету СРСР з винаходів та відкриттів №31, 1963 р.).
- Виявлено ряд нових ефектів в кристалах германію та кремнію при розігріві електронів: від’ємний та лінійний магнітоопір, ефект Хола в поздовжньому магнітному полі (1971-1973).
- Запропоновано оригінальний поляризатор інфрачервоного випромінювання (1975). 
- Запропоновано оригінальну ідею використання деформації багатодолинного напівапровідникового кристалу для керування властивостями напівпровідникової плазми. Розробка цієї ідеї його учнями дозволила керувати порогом і частотою осцилістора і виготовити різні датчики на їх основі (1971-1985).
- Запропоновано оригінальну методику вимірювань (за допомогою балістичних фононів) і досліджено нестаціонарну тепловіддачу в рідкому гелії з тонких металевих плівок при короткоімпульсних теплових навантаженнях (1980-1985). 
- Запропоновано новий механізм поглинання світла – поглинання при непрямих оптичних переходах між зонами важких і легких дірок при розсіюванні носіїв на зарядженій домішці (1988). 
- Виявлено та досліджено багатозначний розподіл електронів по долинах в Si (спільно з З.С. Грибніковим, В.В. Мітіним, М. Аше та Х. Костіал) (Диплом Держкомітету СРСР з винаходів та відкриттів №294, 1980-1990).
- Виявлено та досліджено періодичний фазовий перехід в нематичному рідкому кристалі під дією лазерного інфрачервоного світла (1986-2000).
- Розроблено і виготовлено макет унікального комплексу для резонансної лазерної мас-спектрометрії (1992-1998).
- Запропоновано ідею самонаведеного подвійного променезаломлення в n-Ge при розігріві електронів лазерним інфрачервоним світлом (1994-2000).
- В нерівноважній плазмі Ge та Si виявлено та досліджено новий тип дисипативних структур – автосолітони – передбачений раніше теоретично (1986-2000).

## Премії, почесні звання
- лауреат Державної премії України за цикл робіт «Розмірні ефекти у малих частинках твердого тіла» 1986 р. ;
- Звання "Заслужений діяч науки і техніки України" від 2003 р.
- Удостоєний премії ім. І. Пулюя НАН України (2006) за цикл робіт «Дослідження електрон-фононної взаємодії просторово-обмежених станів носіїв в експериментах з балістичними фононами».
- Почесна грамота Верховної ради України "За особливі заслуги перед українським народом"  присуджена у 2006 р.
- Нагороджений орденом «За заслуги ІІІ ступеня» (2009).

## Публікації
Олег Георгійович є автором та співавтором більше 140 наукових статей у фахових наукових виданнях, 2-х великих оглядових статей та монографії, доповідачем, у тому числі запрошеним, на ряді українських і міжнародних конференцій, залучається рецензентом для ряду українських і зарубіжних фізичних журналів.

### Список вибраних публікацій
- П.Г.Борзяк, О.Г.Сарбей. Вплив адсорбованої плівки продуктів випаровування ВаО з платини на роботу виходу електронів з германію. УФЖ, 1956, т.1, №4, с.395-402.
- Г.А.Катрич, О.Г.Сарбей. О поверхностной проводимости германия, легированного золотом. ФТТ, 1963, т.5, №11, с.3321-3322.
- П.Г.Борзяк, В.Ф.Бибик, О.Г.Сарбей. Фотоэлектронная эмиссия некоторых полупроводниковых и металлических катодов с уменьшенной работой выхода. Известия АН СССР, сер.физ., 1958, т.22, №5, с.566-575.
- M.Asche, O.G.Sarbey. Zur Frage der Beweglichkeit der heiben Elektronen in n-Si bei 77oK. Phys.Status Solidi, 1964, т.7, p.339-350.
- P.G.Borzjak, O.G.Sarbey, R.D.Fedorowitsch. Neue Erscheinungen in sehr dunnen Metallschichten. Phys. Status Solidi, 1965, т.8, 1, p.55-58.
- M.Asche, V.L.Boichenko, O.G.Sarbey. Abhangigkeit der Anisotropic der elektrischen Zeitfohigkeit des Si vom elektrischen Feld. Phys. Status Solidi, 1965, т.9, 2, р.323-332.
- M.Asche, W.М.Bondar, O.G.Sarbey. Piezowiderstand von n-Silizium in Abhangigkeit von der elektrischen Feldstarke. Phys. Status Solidi, 1965, т.11, n.1, p.255-265.
- П.Г.Борзяк, О.Г.Сарбей, Р.Д.Федорович. Диплом на научное открытие явления электронной эмиссии из тонких металлических пленок. 1965, дипл. №31
- M.Asche, O.G.Sarbey. Electric Conductivity of Hot Carriers in Si and Ge. Phys. Status Solidi, 1969, т.33, с.9-57.
-  П.Г.Борзяк, Ю.Г.Завьялов, Г.А.Катрич, O.Г.Сарбей. Фотоэлектронная эмиссия арсенида галлия. УФЖ, 1969, т.14, №3, с.402-407.
- M.Asche, O.G.Sarbey. Calculation of the Magnetoconductivity in n-Si in High Electric Fields. Phys. Status Solidi, 1970, т.37, p.439-474.
- M.Asche, O.G.Sarbey. Conductivity of Hot Electrons in n-Si at Liquid Neon Temperature. Phys. Status Solidi, 1971, (b) т.46, К121.
- Л.Ф.Куртенок, О.Г.Сарбей, С.М.Рябченко. S-образная вольтамперная характеристика n- Si в сильных магнитных полях. Письма в ЖЭТФ. 1974, т.20, в.5, с.319-321.
- M.Asche, H.Kostial, O.G.Sarbey. Experimental Proof of Multivalued Sasaki-Effect. Journal of Physics C, 1980, 13, р.20.
- М.Аше, З.С.Грибников, В.М.Иващенко, Х.Костиал, В.В.Митин, О.Г.Сарбей. Расслоение поперечного поля в многодолинных полупроводниках. ЖЭТФ, 1981, т.81, т.4(10), 1347-1361.
- M.Asche, O.G.Sarbey. Electron-Phonon Interction in Silicon. Phys.status solidi (b), 1981, 103, p.11-50.
- М.Аше, З.С.Грибников, В.В.Митин, О.Г.Сарбей. Горячие электроны в многодолинных полупроводниках. Киев. “Наукова думка”, 1982. 
- Б.И.Лев, В.И.Мартынченко, А.С.Сибашвили, О.Г.Сарбей, Е.К.Фролова. Периодический фазовый переход в нематическом жидком кристалле под действием инфракрасного излучения СО2-лазера. Письма в ЖЭТФ, 1987, т.45, №5, с.245-247.
- M.Asche, O.G.Sarbey. Nonequillibrium dynamics of carriers and phonons in GaAs after high excitation by short time laser pulses. Phys.Stat.Sol. (b), 1987, v.141, p.487-491.
- Z.M.Alekseeva, D.L.Danyuk , O.G.Sarbey. Electrical oscillations in the region of multivalued electron distribution in epitaxial n-Si films. Solid State Communications, 1993, vol.86, no.7, pp.451-453.
- V.M.Vasetskii, V.N.Poroshin, M.Asche, O.G.Sarbey. Self-Induced Birefringence of Infrared Light in n-Ge. Phys.Rev.Letters, 1993, v.71, no. 18, 3027-3030.
- M.P.Chernomorets, E.K.Frolova, G.V.Klishevich, I.A.Obuhov, O.G.Sarbey, V.M.Sergienko, O.V.Turchin. Laser Resonanse Ionization Mass Spectrometer. Ukrainian J.Phys. 1998, v.43, No.8, p.1327-1333.
- Б.И.Лев, Е.К.Фролова, П.М.Томчук, О.Г.Сарбей, В.Н.Сергиенко. Высокочастотная стабилизация нелинейных диссипативных структур в нематических жидких кристаллах. Письма в ЖЭТФ, 1998, т.68, №11, с.839-843.
- Б.О.Данильченко, О.П.Клімашов, Д.В.Поплавський, О.Г.Сарбей. Фононна спектроскопія двовимірного газу електронів у *-легованому GaAs. УФЖ, 1999, №1-2, с.205-213.
- О.Г.Сарбей, М.М.Винославський, А.В.Кравченко. Автосолітони в нерівноважній біполярній плазмі багатодолинного напівпровідника. УФЖ, 1999, т.44, №1-2, с.190-196.
- Е.К.Фролова, Р.Д.Федорович, О.Г.Сарбей, Д.Данько. Двулучепреломление пористого кремния. ФТТ, 2000, т.42, №7, 1205-1206.
- M.Asche, O.G.Sarbey. Quantum-well reshaping by hot electrons in planar-doped structures. Phys.Rev. 2002, B65, 233309.
- Б.О.Данильченко, О.Г.Сарбей. Балістичні фонони в експериментах по дослідженню слабкої локалізації носіїв в -легованому GaAs. Наносистеми, наноматеріали, нанотехнології, 2004, том 2, вип.2, с.339-387.
- Yu. N. Gudenko, V. V. Vainberg, V. M. Vasetskii, V. N. Poroshin, O. G. Sarbey, and S. V. Chirchik. Negative residual infrared photoconduction in the p-SiGe/Si heterostructures with selectively doped quantum wells. Journal of Applied Physics. 112, 083715
- V.V. Vainberg, O.G. Sarbey, A.S. Pylypchuk, V.N. Poroshin, N.V. Baidus. A peculiarity of quantum hot-electron real space transfer in dual-channel GaAs-based heterostructures. Journal of Physics Communications 1, 045002.
- E.K.Frolova, I.S.Petrik, O.F.Kolomys, O.G.Sarbey, N.P.Smirnova, O.I.Oranska Paramagnetism and super paramagnetism of nanocrystalline titanium dioxide powders   Journal of Magnetism and Magnetic Materials 529 (2021) 167905